# Gabriela Keller
Gabriela Keller (* 1975) ist eine deutsche Investigativreporterin und Autorin.

## Leben
Keller lebte und arbeitete sechs Jahre als freie Reporterin und Korrespondentin in Syrien und dem Libanon. Von dort unternahm sie Recherchereisen in Länder wie Iran, Jemen und Tunesien. In dieser Zeit begleitete sie mehrere bewaffnete Aufstände und soziale Unruhen. Danach war sie im Reportage- und Rechercheressort der tageszeitung als auch der Berliner Zeitung tätig; in dieser Zeit konzentrierte sie sich auf Ostdeutschland und schrieb Reportagen über soziale Randgruppen, demokratischen Zerfall und das Ausdünnen der öffentlichen Versorgung im ländlichen Raum.
Derzeit ist sie Investigativreporterin bei Correctiv und befasst sich vor allem mit den Themen Immobilienspekulation, auffällige Firmenkonstruktionen bei Investorengesellschaften und Geldwäscheverdacht.
Aktuell gehört sie zu dem Recherche- und Redaktionsteam bei Correctiv zu dem Treffen von Rechtsextremisten in Potsdam 2023.

## Auszeichnungen
Gabriela Keller war für den Nannen- und den DJV-Preis nominiert und erhielt 2018 den DuMont Journalistenpreis für die beste Recherche. 2022 wurde sie für die MeToo-Recherche zu Frauen von deutschen Fußballspielern als Reporterin des Jahres prämiert.

## Veröffentlichungen
- Bereit für den Untergang: Prepper. Das Neue Berlin, Berlin: 2021, ISBN 978-3360013729.
- Sonnenstaat und Lichtgestalten – Begegnungen und Gespräche mit prägenden Figuren der Szene. In: Reichsbürger – Die unterschätzte Gefahr. Hrsg. v. Andreas Speit. CH Links Verlag, Berlin: 2017, ISBN 978-3-86153-958-2.
- Unsere Musik gegen ihre Schüsse – eine neue Kreativität erwacht. In: Syrien – Der schwierige Weg in die Freiheit. Hrsg. v. Larissa Bender, Dietz Verlag, Bonn: 2012, ISBN 978-3-80120-433-4.